# Ardentown
Ardentown est un village américain situé dans le comté de New Castle, dans l'État du Delaware.

## Démographie
| 1980 | 1990 | 2000 | 2010 | - | - |
| ---- | ---- | ---- | ---- | - | - |
| 307  | 325  | 300  | 264  | - | - |

Selon le recensement de 2010, Ardentown compte 264 habitants. La municipalité s'étend sur 0,16 milles carrés (0,41 km2).

## Histoire
En 1900, le sculpteur Frank Stephens (en) achète 162 acres (66 ha) de terres au nord de Wilmington. Il y fonde le village d'Arden dont le fonctionnement est basé sur l'impôt unique sur le sol, défendu par Henry George. La propriété est collective : les lots sont loués pendant 99 ans, avec un loyer basé sur la valeur du terrain « sans ses améliorations ». En 1922, Ardentown est fondée à proximité d'Arden, par Stephens et des proches, sur le même modèle,.
Ardentown devient une municipalité en 1975, adoptant une forme de gouvernement dite « Assemblée communale ».